# Base (boisson)
 (novembre 2019).
Pour les articles homonymes, voir Base.
base est une boisson énergisante canadienne.